# Benzol
A benzol a legegyszerűbb aromás szénhidrogén. Képlete: C6H6. Színtelen, jellegzetes szagú folyadék. Vízben oldhatatlan, de korlátlanul elegyedik a legtöbb szerves oldószerrel és a benzol maga is kitűnő oldószer. A természetben megtalálható a kőszénkátrányban. A gyártásának a fő alapanyaga a kőolaj. Főként benzin katalitikus reformálásával állítják elő. Számos vegyület gyártása benzolból indul ki. Genotoxikus, rákkeltő hatású vegyület.

## Felfedezése
Miközben a gázok cseppfolyósításával kísérletezett, Michael Faraday felfedezte ezt az anyagot 1825-ben. A benzoesav és a mész keverékének száraz desztillálása útján Eilhard Mitscherlich nyerte ki először és benzinnek nevezte; Justus von Liebig a nevet benzolra változtatta.

## Tulajdonságai
Színtelen, könnyen párolgó folyadék, a szaga kellemetlen. Sűrűsége 20 °C -on 0,880 g/cm³; forráspontja 80,5 °C; olvadáspontja 6 °C. Vízben alig, apoláris oldószerekben jól oldódik. Gyanták és zsírok kitűnő oldószere, ezenkívül a jódot, a brómot, a ként és a foszfort is feloldja. Égése nem tökéletes, kormozó lánggal ég.  A tömény kénsav szulfonsavvá alakítja, a vörös füstölgő salétromsav pedig nitrobenzollá. Származékait benzolszármazékoknak vagy aromás vegyületeknek nevezünk.
Brómmal is reagál vas katalizátorral. Brómbenzol lesz belőle, melyet a gyógyszeriparban hasznosítanak.

## Származékai
Sok fontos vegyület származtatható a benzolból, ha egy vagy több hidrogént funkciós csoporttal cserélünk ki. Egyszerűbb benzolszármazék a fenol, a toluol, az anilin. Két benzolgyűrű összekapcsolódásával bifenil (fenil-benzol, C6H5−C6H5) keletkezik. Több benzolgyűrű közös szénatomokkal történő összekapcsolódása során policiklusos aromás szénhidrogének, például naftalin, antracén keletkeznek.
A heterociklusos aromás vegyületekben a benzolgyűrű egy vagy több szénatomját másik atom (heteroatom) helyettesíti. A legfontosabb ilyen származékok azok, melyeknél a gyűrűbe nitrogénatom épül be. Ha egy CH csoportot N atommal cserélünk ki piridint, C5H5N-t kapunk. Ha egy második CH csoportot N atommal cserélünk ki a N atomok helyzetétől függően pirimidint, piridazint (ortodiazin) vagy pirazint (paradiazin) kapunk.

## Előfordulása
Számos bonyolultabb összetételű szénvegyület száraz desztillálásakor képződik. Jelentékeny mennyiségben van a kőszénkátrányban.

## Előállítása
A kőszénkátrány 60 és 200 °C között átdesztilláló részletéből, az ún. könnyű kátrányolajból készül. Ezt előbb kevés tömény kénsavval elegyítik, amely a szerves bázisokat kioldja, majd tömény lúggal rázogatják, amely a savakat távolítja el. Majd a folyadékot újból desztillálva a 85 °C-on átmenő részletet külön felfogják. Az így kapott termék az árubeli nyers benzol, amely a benzolon kívül, annak származékait (toluol, xilol) is tartalmazza. Frakcionált desztillációval is megtisztítható. Még tisztább úgy lesz, ha a nyers benzolt erősen lehűtik, miközben a benzol kifagyva kristályosan leválik. A kristályos tömeget kipréselik, ami által a meg nem fagyott származékai elválaszthatóak. Igen tiszta benzolt kalcium-hidroxid és benzoesav elegyének száraz desztillálása révén kaphatunk.
A benzol dehidroaromatizálással és toluol dezalkilezésével is gyártható. A dehidroaromatizálás során a nyílt szénláncú n-hexánból indulunk ki, ami katalizátor (például platina) jelenlétében gyűrűzáródás és dehidrogéneződés révén benzollá alakul. A dehidroaromatizálással azonban nem csak a benzol, hanem homológjai is előállíthatóak. Például ha ipari n-heptánból indulunk ki, ugyanezzel a módszerrel 90%-os hozammal toluolt kapunk. A toluol dezalkilezéssel szintén benzollá alakítható. Az eljárás lényege, hogy hidrogéngáz és toluolgőz keveréke 500-600 °C-on benzollá és metánná alakul:
C6H5CH3 + H2 = C6H6 + CH4
Másik módszer a hexánból való hidrogénelvonás, és az azutáni aromatizálás (gyűrűvé zárás).
C6H14 → C6H12 + H2
C6H12 → C6H6 + 3 H2

## Reakciói
A benzolt lehet telíteni, ekkor ciklohexán keletkezik:
C6H6 + 3 H2 → C6H12
Erős telítetlensége ellenére legjellemzőbbek szubsztitúciós reakciói (aromás elektrofil szubsztitúció).
Nitrálása (tömény kénsav és tömény salétromsav elegyével végezve) során nitrobenzol keletkezik:
C6H6 + HNO3 → C6H5NO2 + H2O
Elemi brómmal vas(III)-bromid katalizátor jelenlétében brómozható, így brómbenzol állítható elő:
C6H6 + Br2 → C6H5Br + HBr
Tömény kénsav vagy óleum hatására szulfonálási reakció játszódik le, és benzolszulfonsav képződik:
C6H6 + H2SO4 → C6H5–SO3H + H2O

## Élettani hatása
A benzol erősen mérgező, belélegzése eszméletvesztést, nagyobb mennyiségben halált okoz.
Növeli a rák és egyéb betegségek – pl. aplasztikus vérszegénység, akut leukémia és csontvelőbetegségek – kialakulásának kockázatát.

## Felhasználása
A benzolt nagy mennyiségben használja fel a vegyipar oldószerek, gyógyszerek, festékek, robbanóanyagok és növényvédő szerek előállítására.